# Theodor Lockemann
Theodor Lockemann (* 20. März 1885 in Sülbeck; † 9. Februar 1945 in Jena) war ein deutscher Bibliothekar.

## Leben
Geboren als Sohn des Mühlen- und Salinenbesitzers Hermann Lockemann, besuchte Theodor Lockemann ab 1898 das Kaiser-Wilhelm-Gymnasium in Hannover und studierte zunächst Naturwissenschaften, dann Literaturgeschichte, Geschichte, Philosophie und Religionswissenschaft an den Universitäten Heidelberg, Göttingen und Leipzig. Einer seiner Brüder war der Professor der Chemie Georg Lockemann. Während seines Studiums wurde er Mitglied des "Studenten-Gesangvereins der Georgia Augusta" (heute StMV Blaue Sänger). 1912 wurde er zum Dr. phil. promoviert. 1914 bestand er das Staatsexamen. Seit 1921 gehörte er der preußischen Prüfungskommission für das mittlere Bibliotheksexamen an. 1923 wurde er vorübergehend wissenschaftlicher Mitarbeiter des Verlags B. G. Teubner in Leipzig, wurde dann Hilfsarbeiter an der Universitätsbibliothek Jena und 1913 Hilfsbibliothekar der Deutschen Bücherei in Leipzig. 1914 wurde er Leiter der Stadtbibliothek in Elbing. Lockemann wurde am 4. Mai 1916 zum Kriegsdienst eingezogen. Er erhielt das Eiserne Kreuz 2. Klasse. Nach dem Ersten Weltkrieg übernahm er die Leitung des Stadtarchivs in Elbing. Am 1. August 1926 trat er den Dienst als Direktor der Universitätsbibliothek in Jena an. Am 18. August 1933 wurde Lockemann die "Amtsbezeichnung Professor" verliehen. Am 1. Juli 1935 trat er der Lutherischen Bekenntnisgemeinschaft in Thüringen bei, seine Mitgliedskarte trägt die Nr. 4478.
Von September 1941 bis September 1942 leitete Lockemann nebenamtlich die Landesbibliothek Weimar. In den letzten Kriegsjahren hatte er auch Kontakte zum Widerstand der Neubauer-Poser-Gruppe.

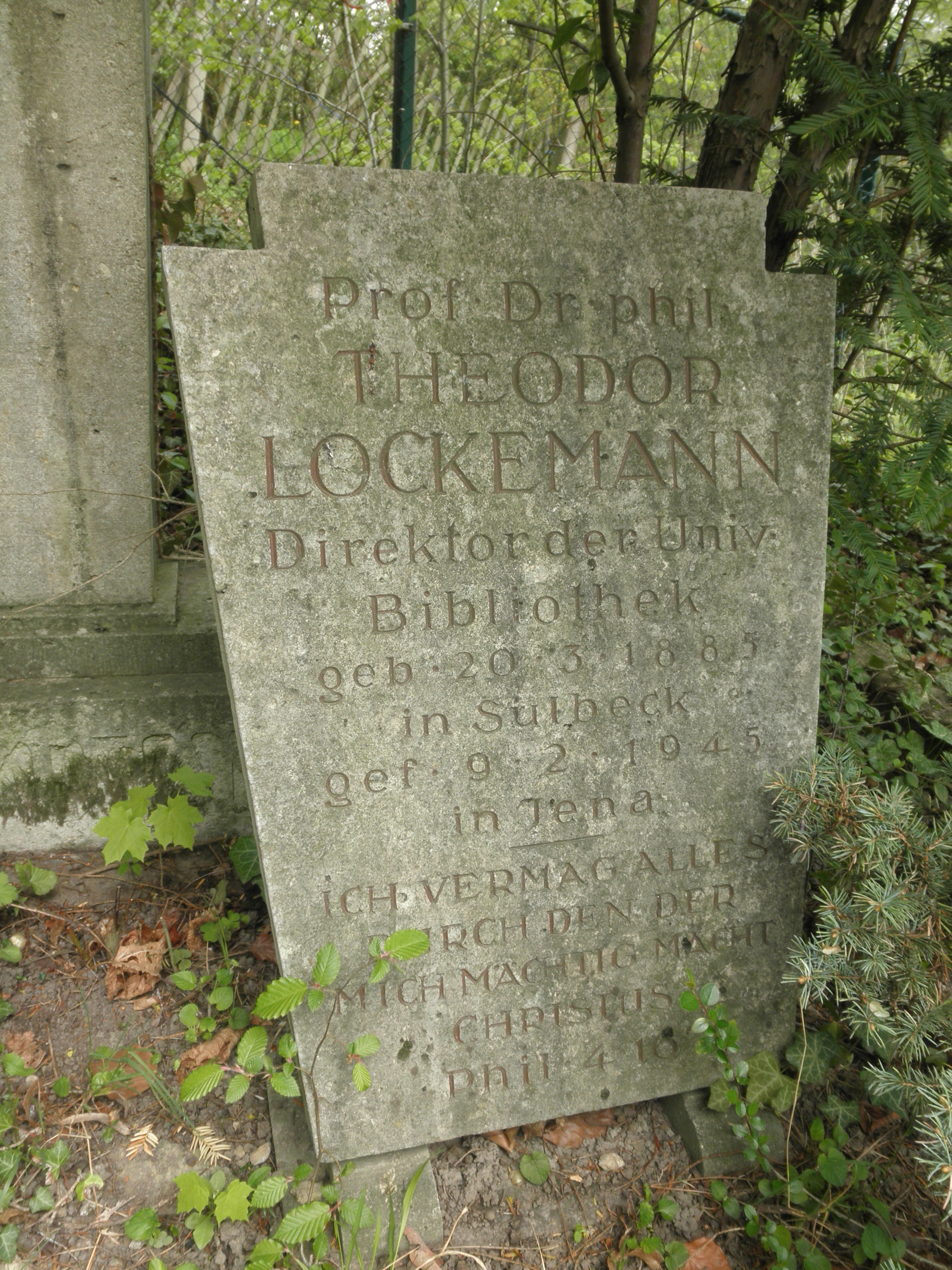
Grab von Theodor Lockemann auf Nordfriedhof (Jena) (2015)

Lockemann starb zusammen mit elf Mitarbeitern bei einem amerikanischen Bombenangriff auf Jena am 9. Februar 1945 unter den Trümmern seiner Bibliothek.
Theodor Lockemann hatte zwei Söhne und zwei Töchter. Seine Tochter Luise Lockemann verheiratete Finke (1917–2002) war eine erfolgreiche Leichtathletin.

## Veröffentlichungen (Auswahl)
Lockemann gab Luthers Von der Freiheit eines Christenmenschen heraus (1913) und war gemeinsam mit Fr. Schneider Herausgeber der Matrikel der Akademie zu Jena 1548-1557 (1927). In Fachzeitschriften und Jahrbüchern veröffentlichte er zahlreiche Aufsätze.
Eine ausführliche Bibliographie findet sich in Walter Barton: Theodor Lockemann 1885-1945 (= Beiträge zur Geschichte der Thüringer Universitäts- und Landesbibliothek Jena Band 4). Thüringer Universitäts- und Landesbibliothek Jena, Jena 1995, S. 124–133.
- Martinus Luther: Von der Freiheit einis Christen menschen. Hrsg. von Theodor Lockemann. Leipzig: Rowohlt (1912), 45 S.
- Technische Studien zu Luthers Briefen an Friedrich den Weisen (1913)
- Zur Erziehungsgeschichte Carls Augusts. In: Jahrbuch der Goethe-Gesellschaft 2 (1915) S. 140–151